# Lágyi István
Lágyi István (Aranyosmarót, 1901. szeptember 19. – Budapest, 1978. augusztus 26.) térképész.

## Életpályája
1907–1911 között elemi iskoláit szülővárosában végezte el. Ezután a Nyitrai Állami Főreál Gimnáziumban tanult. 1918-ban Budapesten érettségizett. 1919-ben íratkozott be a Budapesti Tudományegyetemre, de onnan rövidesen kivált és a Ludovika Akadémia hallgatója lett. 1921-ben tüzér hadnaggyá avatták. 1922–1930 között különböző csapattesteknél teljesített katonai szolgálatot. 1930-ban került a Honvéd Térképészet Intézethez (HTI), ahol elvégezte a 3 éves térképész tanfolyamot. 1934-ben főhadnaggyá léptették elő. 1934–1944 között topográfiai felméréseket végzett az ország területén. 1938-ban százados lett. 1940-ben őrnagyi fokozatot kapott. 1943-ban alezredessé nevezték ki. 1945. április 12-én, Ausztriában amerikai hadifogságba esett. Innen 1945. október 28-án tért haza. 1946-ban részt vett a Térképészeti Intézet újjáépítésében. 1947-ben újraindult az Intézetben a munka. 1952-ben ismét elbocsátották. 1955-ben került a Budapesti Geodéziai és Térképészeti Vállalathoz. Az Állami Földmérés átszervezése során, 1959. január 1-jével osztályát a Kartográfiai Vállalathoz (KV) csatolták, ezért – 1961-es nyugdíjazásáig – mint topográfus-vizsgáló dolgozott.
Nyitrán, a családi sírboltba helyezték el.

### Munkássága
Neve elsősorban a térképtörténeti kutatásai által lett ismert. Tanulmányai is e témában jelentek meg. Fontos munkát végzett a térképtörténeti emlékek összegyűjtésével. Halála előtt gyűjteményét a Hadtörténeti Múzeumnak és az Országos Levéltárnak adományozta.

## Művei
- A Magyar Fotogrammetria évgyűrűi (Geodézia és Kartográfia, 1964. 2. sz.)
- A fotogrammetria kezdetei Magyarországon (Földmérő, 1975)